# 625
| [ Edytuj tabelę ]          |                                            |
| Cesarz Bizancjum           | - 610 Herakliusz 641                       |
| Cesarz Chin                | - 618 Tang Gaozu 626                       |
| Król Essexu                | - 617 Sigeberht I Mały 653                 |
| Król Franków               | - 584 Chlotar II 629                       |
| Cesarz Japonii             | - 592 Suiko 628                            |
| Król Kentu                 | - 616 Eadbald 640                          |
| Patriarcha Konstantynopola | - 610 Sergiusz I 638                       |
| Władca Korei               | - 618 Yŏngnyu 642                          |
| Król Longobardów           | - 616 Adaloald 626                         |
| Papież                     | - 619 Bonifacy V 625 - 625 Honoriusz I 638 |
| Król Persji                | - 590 Chosrow II Parwiz 628                |
| Król Wizygotów             | - 621 Swintila 631                         |

Rok 625 / DCXXV
stulecia: VI wiek ~
VII wiek ~
VIII wiek

lata: 615 «
620 «
621 «
622 «
623 «
624 «
625
» 626
» 627
» 628
» 629
» 630
» 635

## Wydarzenia
Bliski Wschód
- 23 marca – Bitwa pod Uhud: zwycięstwo Kurajszytów z Mekki nad muzułmanami z Medyny dowodzonymi przez Mahometa.

Europa
- 27 października – Honoriusz I został wybrany papieżem.
- Pochówek anglosaskiego króla w łodzi w Sutton Hoo.
- Sklawinowie (Słowianie) pojawili się na wyspach Morza Egejskiego. (Tadeusz Wasilewski, Historia Jugosławii, Wrocław 1985, s. 27.)

## Urodzili się
- 17 lutego – Wu Zetian, chińska cesarzowa (zm. 705).
- Ŭisang, koreański mnich buddyjski (zm. 702).
- Wencheng, chińska królowa Tybetu (zm. 680).

## Zmarli
- 25 października – Bonifacy V, papież.
- Raedwald, król Anglii Wschodniej. (lub w 627)